# 874
874(팔백칠십사)는 873보다 크고 875보다 작은 자연수다.

## 수학
- 합성수로, 그 약수는 1, 2, 19, 23, 38, 46, 437, 874다. 진약수의 합은 566이므로, 874는 부족수다.
- 19번째 칠각수다. 앞의 칠각수는 783, 다음은 970이다.
- 83 이하의 모든 소수(素數)의 합이다.
- {\displaystyle 45^{6}-1}은 874로 나누어떨어진다.

## 과학
- NGC 874(영어판): 고래자리 방향에 있는 나선은하.
- 874 로트라우트(영어판): 소행성.

## 교통
- 874번 홋카이도도(일본어판)

## 군사
- U-874(영어판, 독일어판): 제2차 세계 대전에 사용된 나치 독일의 군용 잠수함.

## 문화유산
- 대한민국의 보물 제874호: 이충원 호성공신교서

## 기타
- 연도: 874년, 기원전 874년